# Avon Championships of Detroit 1979
L'Avon Championships of Detroit 1979 è stato un torneo di tennis giocato sul sintetico indoor. È stata l'8ª edizione del torneo, che fa parte del WTA Tour 1979. Si è giocato a Detroit negli USA dal 19 al 25 febbraio 1979.

## Campionesse

### Singolare
Wendy Turnbull ha battuto in finale  Virginia Ruzici con il punteggio di 7–5, 1–6, 7–6

### Doppio
Betty Stöve /  Wendy Turnbull hanno battuto in finale  Sue Barker /  Ann Kiyomura con il punteggio di 6–4, 7–6